# Litewska Partia Socjaldemokratyczna
Litewska Partia Socjaldemokratyczna (lit. Lietuvos socialdemokratų partija, LSDP) – litewska partia polityczna o profilu socjaldemokratycznym, działająca od 1989.

## Historia
Ugrupowanie powołał Kazimieras Antanavičius przy wsparciu grupy inicjatywnej „Litewscy Socjaldemokraci”. Nawiązywało tym samym do zawiązanej w 1896 partii o tej samej nazwie (wśród założycieli znalazł się m.in. jeden z członków władz krajowych przedwojennej LSDP).
Do wybranego w 1990 parlamentu (wówczas jeszcze Rady Najwyższej LSRR) weszło blisko 10 przedstawicieli socjaldemokratów, startujących z listy ruchu Sąjūdis lub z jego oficjalnym poparciem. Jej posłowie poparli akt niepodległości, wkrótce przyjęli jednak kurs zachowawczy, reprezentowany przez postkomunistę Algirdasa Brazauskasa i Kazimirę Prunskienė.
W 1992 LSDP uzyskała 8 miejsc w parlamencie. Cztery lata później z wynikiem 6,60% zajęła piąte miejsce, wprowadzając z listy krajowej i z okręgów jednomandatowych łącznie 12 posłów. W tym okresie partia pozostawała w opozycji do rządów konserwatystów, nawiązała też bliską współpracę z postkomunistyczną Litewską Demokratyczną Partią Pracy. W 1999 LSDP opuściła grupa działaczy w tym kilku posłów, tworząc nowe ugrupowanie pod nazwą „Socjaldemokracja 2000” (w 2003 przemianowane na Litewski Związek Socjaldemokratów).
Współpraca z LDDP doprowadziła do utworzenia wspólnych list wyborczych na potrzeby wyborów w 2000 w ramach „Socjaldemokratycznej Koalicji Algirdasa Brazauskasa”, w skład której weszły też Związek Rosjan Litwy i Partia Nowej Demokracji. Blok zajął w nich pierwsze miejsce z wynikiem 31,08%, uzyskując 51 mandatów w 141-osobowym Sejmie, z czego blisko 20 przypadło socjaldemokratom.
Po upadku rządu Rolandasa Paksasa LSDP utworzyła nowy gabinet m.in. z LDDP i Nowym Związkiem, na którego czele stanął przywódca wyborczej koalicji, Algirdas Brazauskas. W tym samym roku doszło do faktycznego połączenia socjaldemokratów z Demokratyczną Partią Pracy i przyjęcia nazwy Litewska Partia Socjaldemokratyczna dla wspólnego ugrupowania, którego przewodniczącym został urzędujący litewski premier.
W 2004 ugrupowanie wprowadziło dwóch  przedstawicieli do Parlamentu Europejskiego. W wyborach w październiku 2004 LSDP wystartowała w koalicji z socjalliberałami, zdobywając w jej ramach 20 mandatów w Sejmie kadencji 2004–2008.
Socjaldemokraci pozostali partią rządzącą, współtworząc gabinet swojego lidera, a od 2006 rząd Gediminasa Kirkilasa, który w 2007 został także przewodniczącym LSDP. W tym samym roku ugrupowanie uzyskało w wyborach samorządowych najwięcej mandatów w skali kraju (302), przegrywając jednak pod względem liczby otrzymanych głosów z konserwatystami.
W wyborach parlamentarnych w 2008 partia uzyskała 11,72% głosów (4. miejsce i 10 mandatów z listy partyjnej), dodatkowo wygrała w 16 okręgach jednomandatowych, stając się drugą siłą w Sejmie. Rok później zdobyli trzy mandaty w Europarlamencie. W 2011 LSDP wprowadziła do samorządów 328 radnych (najwięcej w kraju). W 2012 ugrupowanie zajęło drugie miejsce w okręgu większościowym (18,37% głosów i 15 mandatów), 23 jego przedstawicieli uzyskało mandaty w okręgach jednomandatowych.
LSDP zawiązała następnie koalicję z Akcją Wyborczą Polaków na Litwie, Partią Pracy oraz partią Porządek i Sprawiedliwość, współtworząc rząd Algirdasa Butkevičiusa, który rozpoczął urzędowanie 13 grudnia 2012.
W 2014 kandydat socjaldemokratów Zigmantas Balčytis po raz pierwszy przeszedł do drugiej tury wyborów prezydenckich, w której jednak przegrał z ubiegającą się o reelekcję Dalią Grybauskaitė. W tym samym roku LSDP z wynikiem 17,27% zajęła drugie miejsce w wyborach europejskich. W 2015 partia zwyciężyła w wyborach samorządowych (wprowadziła 343 radnych).
Socjaldemokraci dłuższy czas prowadzili w sondażach przed w wyborami parlamentarnymi w 2016. Ostatecznie partia uzyskała w tych wyborach 14,42% głosów (3. miejsce i 13 mandatów z listy partyjnej), dodatkowo wygrała w 4 okręgach jednomandatowych, przegrywając w liczbie mandatów z LVŽS i konserwatystami. LSDP pozostała ugrupowaniem rządzącym, zawiązując koalicję ze zwycięskim Litewskim Związkiem Rolników i Zielonych, współtworząc rząd z Sauliusem Skvernelisem na czele. We wrześniu 2017 partia przegłosowała wystąpienie z koalicji, jednakże jej frakcja poselska większością głosów opowiedziała się za pozostaniem w większości rządowej. Konsekwencją tego sporu był rozłam w partii i powołanie Litewskiej Socjaldemokratycznej Partii Pracy.
W 2019 ugrupowanie uzyskało 259 mandatów radnych w wyborach samorządowych. W tym samym roku ponownie zajęło drugie miejsce w wyborach do PE. W wyborach w 2020 partia otrzymała 9,25% głosów, wprowadzając 13 posłów (8 z listy krajowej i 5 z okręgów). W wyborach lokalnych w 2023 mandaty radnych uzyskało 358 kandydatów socjaldemokratów (najlepszy rezultat w kraju). W 2024 partia kolejny raz zajęła drugie miejsce w wyborach europejskich.
Socjaldemokraci zwyciężyli natomiast w wyborach krajowych w 2024, otrzymując 19,32% głosów i wprowadzając 52 reprezentantów do nowego Sejmu (w tym 34 z okręgów większościowych). Zawarli następnie koalicję ze Związkiem Demokratów „W imię Litwy” i z formacją Świt Niemna, współtworząc w grudniu 2024 nowy gabinet, na czele którego stanął Gintautas Paluckas.

## Przewodniczący
- 1989–1991: Kazimieras Antanavičius
- 1991–1999: Aloyzas Sakalas
- 1999–2001: Vytenis Andriukaitis
- 2001–2007: Algirdas Brazauskas
- 2007–2009: Gediminas Kirkilas
- 2009–2017: Algirdas Butkevičius[25]
- 2017–2021: Gintautas Paluckas[26]
- 2021: Mindaugas Sinkevičius (p.o.)[27]
- 2021–2025: Vilija Blinkevičiūtė[28][29]
- 2025: Gintautas Paluckas[29]
- od 2025: Mindaugas Sinkevičius (p.o.)[30]

## Poparcie w wyborach
| Wybory | Poparcie (lista krajowa) | Zmiana punktów procentowych | Lista krajowa | Zmiana | Okręgi jednomandatowe | Zmiana | Suma |
| ------ | ------------------------ | --------------------------- | ------------- | ------ | --------------------- | ------ | ---- |
| 1992   | 6,05%                    | –                           | 5             | –      | 3                     | –      | 8    |
| 1996   | 6,60%                    | +0,55                       | 7             | +2     | 5                     | +2     | 12   |
| 2000   | 31,08%                   | +24,48                      | 28            | +21    | 23                    | +18    | 51   |
| 2004   | 20,65%                   | –10,43                      | 16            | –12    | 15                    | –8     | 31   |
| 2008   | 11,72%                   | –8,93                       | 10            | –6     | 15                    | –      | 25   |
| 2012   | 18,37%                   | +6,65                       | 15            | +5     | 22                    | +7     | 37   |
| 2016   | 14,42%                   | –3,95                       | 13            | –2     | 4                     | –18    | 17   |
| 2020   | 9,25%                    | –5,17                       | 8             | –5     | 5                     | +1     | 13   |
| 2024   | 19,32%                   | +10,07                      | 18            | +10    | 34                    | +29    | 52   |

| Wybory | Poparcie | Zmiana punktów procentowych | Mandaty | Zmiana | L. miejsc dla Litwy |
| ------ | -------- | --------------------------- | ------- | ------ | ------------------- |
| 2004   | 14,4%    | –                           | 2       | –      | 13                  |
| 2009   | 18,6%    | +4,2                        | 3       | +1     | 12                  |
| 2014   | 17,3%    | –1,3                        | 2       | –1     | 11                  |
| 2019   | 15,9%    | –1,4                        | 2       | –      | 11                  |
| 2024   | 18,0%    | +2,1                        | 2       | –      | 11                  |